# Chemtrails over the Country Club
Albums de Lana Del Rey
Violet Bent Backwards Over the Grass
(2020) Blue Banisters
(2021)
Singles
1. Let Me Love You Like A Woman
Sortie : 16 octobre 2020
2. Chemtrails Over The Country Club
Sortie : 11 janvier 2021
3. White Dress
Sortie : 19 mars 2021

Chemtrails Over the Country Club est le huitième album studio de la chanteuse américaine Lana Del Rey, sorti le 19 mars 2021.

## Contexte
Le 30 août 2019, le jour de la sortie de son septième album Norman Fucking Rockwell!, Del Rey indique qu'elle a commencé à travailler sur un nouvel album, révélant que le titre était White Hot Forever.
Sa date de sortie est dans un premier temps annoncée le 5 septembre 2020,. Cependant, à cause de la crise sanitaire liée au Covid-19 et du délai de fabrication des vinyles, la sortie de l'album est repoussée au 19 mars 2021.

## Pistes
| Chemtrails Over The Country Club tracklist | Chemtrails Over The Country Club tracklist | Chemtrails Over The Country Club tracklist | Chemtrails Over The Country Club tracklist | Chemtrails Over The Country Club tracklist | Chemtrails Over The Country Club tracklist | Chemtrails Over The Country Club tracklist | Chemtrails Over The Country Club tracklist | Chemtrails Over The Country Club tracklist | Chemtrails Over The Country Club tracklist |
| No                                         | Titre                                      | Producteur(s)                              | Durée                                      |                                            |                                            |                                            |                                            |                                            |                                            |
| ------------------------------------------ | ------------------------------------------ | ------------------------------------------ | ------------------------------------------ | ------------------------------------------ | ------------------------------------------ | ------------------------------------------ | ------------------------------------------ | ------------------------------------------ | ------------------------------------------ |
| 1.                                         | White Dress                                |                                            | 5:33                                       |                                            |                                            |                                            |                                            |                                            |                                            |
| 2.                                         | Chemtrails Over The Country Club           |                                            | 4:31                                       |                                            |                                            |                                            |                                            |                                            |                                            |
| 3.                                         | Tulsa Jesus Freak                          |                                            | 3:35                                       |                                            |                                            |                                            |                                            |                                            |                                            |
| 4.                                         | Let Me Love You like A Woman               |                                            | 3:21                                       |                                            |                                            |                                            |                                            |                                            |                                            |
| 5.                                         | Wild At Heart                              |                                            | 4:06                                       |                                            |                                            |                                            |                                            |                                            |                                            |
| 6.                                         | Dark But Just A Game                       |                                            | 3:55                                       |                                            |                                            |                                            |                                            |                                            |                                            |
| 7.                                         | Not All Who Wander Are Lost                |                                            | 4:07                                       |                                            |                                            |                                            |                                            |                                            |                                            |
| 8.                                         | Yosemite (with Rick Nowells)               |                                            | 5:04                                       |                                            |                                            |                                            |                                            |                                            |                                            |
| 9.                                         | Breaking Up Slowly (with Nikki Lane)       |                                            | 2:57                                       |                                            |                                            |                                            |                                            |                                            |                                            |
| 10.                                        | Dance Till We Die                          |                                            | 4:03                                       |                                            |                                            |                                            |                                            |                                            |                                            |
| 11.                                        | For Free (ft. Zella Day & Weyes Blood)     |                                            | 4:11                                       |                                            |                                            |                                            |                                            |                                            |                                            |
| 45:22                                      |                                            |                                            |                                            |                                            |                                            |                                            |                                            |                                            |                                            |

## Classements et certifications

### Certifications
| Pays          | Certification | Unités certifiées |
| ------------- | ------------- | ----------------- |
| France (SNEP) | Or            | 50 000            |